# Jämtlands län

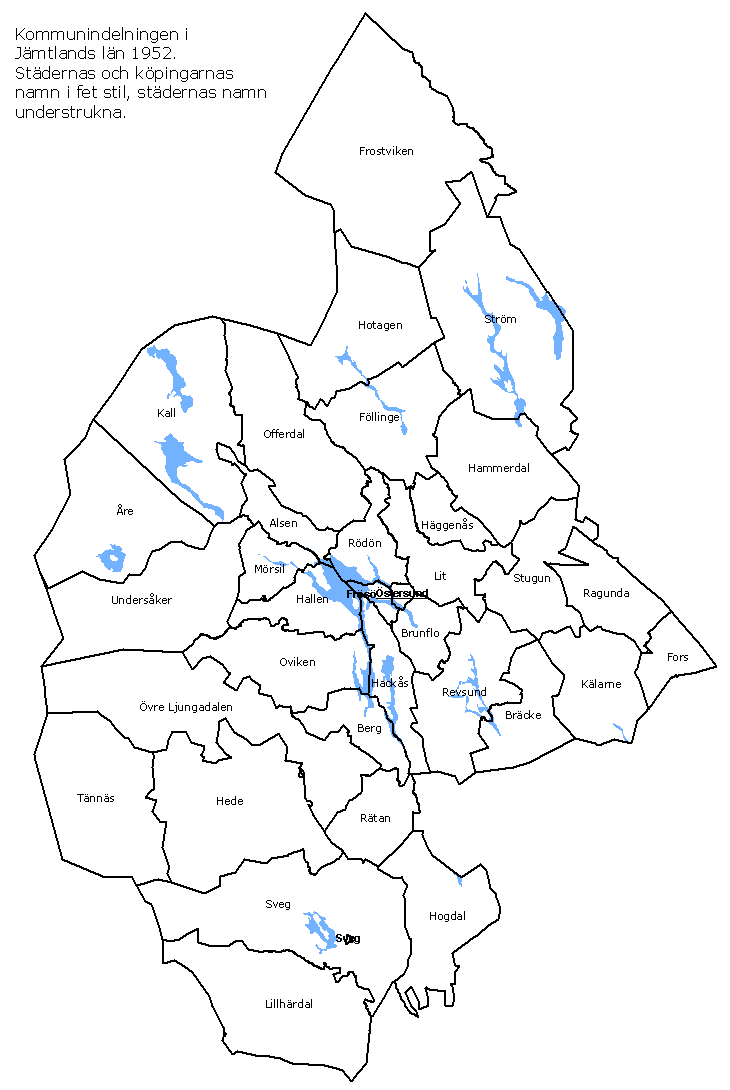
Kommunindelningen i Jämtlands län 1952.

Jämtlands län (sydsamiska: Jiemthen leene) är ett län i Sverige som omfattar huvuddelen av landskapen Jämtland och Härjedalen samt delar av Ångermanland och Hälsingland. Även några mindre områden i Dalarna och Lappland ingår i länet. Jämtlands län motsvarar 12,0 procent av Sveriges yta, 49 443 km² och är Sveriges till ytan tredje största län. I Jämtlands län bor 1,5 procent av Sveriges befolkning. Residensstad är Östersund och landshövding sedan den 1 april 2021 är Marita Ljung.
Jämtlands län har historiska rötter som del i sydsamiskt område och Mellannorrlands bondekultur sedan järnåldern samt som en del i Tröndelag och det norska riket under senmedeltiden till 1645. Området är glest befolkat och hela 34,4 procent av befolkningen bor på landsbygden. En majoritet av länets invånare bor emellertid i den tätbefolkade Storsjöbygden. Länets näringsliv domineras av små företag, och viktiga sektorer är framför allt de inom trä, turism, handel och livsmedel.

## Administration
Huvudartikel: Förvaltningsorganisation i länen
Jämtlands län administreras likt övriga län i Sverige. Länet har en länsstyrelse, en region och är uppdelad i åtta kommuner. Kommunerna och regionen har folkvalda organ och länsstyrelsen är ett statligt organ.

### Länsstyrelsen

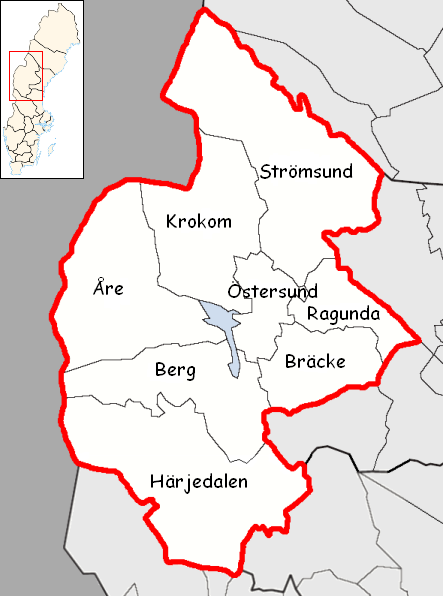
Kommuner i Jämtlands län idag.

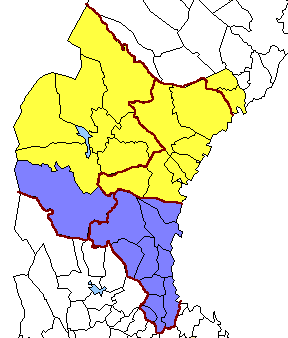
Västernorrland förr. Både gult och blått var Västernorrlands län, innan man delade upp det i Gävleborgs län(Blått) och Västernorrlands län(Gult). När Jämtlands län grundades fick det även Härjedalen. Dagens länsgränser kan ses i rött.

Länsstyrelsen i Jämtlands län är en statlig myndighet och är regeringens förlängda arm. Länsledningen utgörs av landshövding Marita Ljung som är länsstyrelsens chef sedan år 2021. Ljung är regeringens främste företrädare i länet och informerar om länets behov. Susanna Löfgren är länsråd och har varit tillförordnad landshövding en kort period under 2013 och 2020-21. Länsstyrelsen sysslar med samordning, utveckling, tillsyn och förvaltning i länet. Länsstyrelsen är organiserad i sju olika avdelningar: administration,
EU:s strukturfonder,
regional utveckling,
natur, kultur och rennäring,
miljö och fiske,
lantbruk och
förvaltning.

### Kommunerna
Jämtlands län har åtta primärkommuner. De är territoriellt avgränsade områden och administrativa enheter för lokal självstyrelse. Kommunernas politiska beslut fattas av en folkvald församling, kommunfullmäktige. Kommunfullmäktige utser en kommunstyrelse som är kommunens högsta verkställande organ. Nämnder i kommunerna varierar.

### Regionen
Huvudartikel: Region Jämtland Härjedalen
Region Jämtland Härjedalen, tidigare Jämtlands läns landsting, är en sekundärkommun som samlar de åtta primärkommunerna inom sig. Regionens politiska beslut fattas av en folkvald församling, regionfullmäktige. Regionfullmäktige utser en regionstyrelse som leder och samordnar arbetet i regionen. Region Jämtland Härjedalen ansvarar främst för hälso-, tand- och sjukvård. Regionen har även ett ansvar för den regionala utvecklingen i länet. Regionen står också för allmänna kommunikationer mellan länets kommuner och bedriver även kulturell verksamhet. 

### Residensstaden
Huvudartikel: Östersund
Östersund är länets residensstad och har varit så sedan länet bildades år 1810. Staden var dock länge den minsta i hela Sverige och det tog tid innan den gick om Frösön som länets egentliga huvudort. Östersund ligger vid Storsjön och är länets enda ort som haft stadsprivilegier. I staden finns länsstyrelsens huvudkontor och landshövdingens residens.

## Administrativ historia

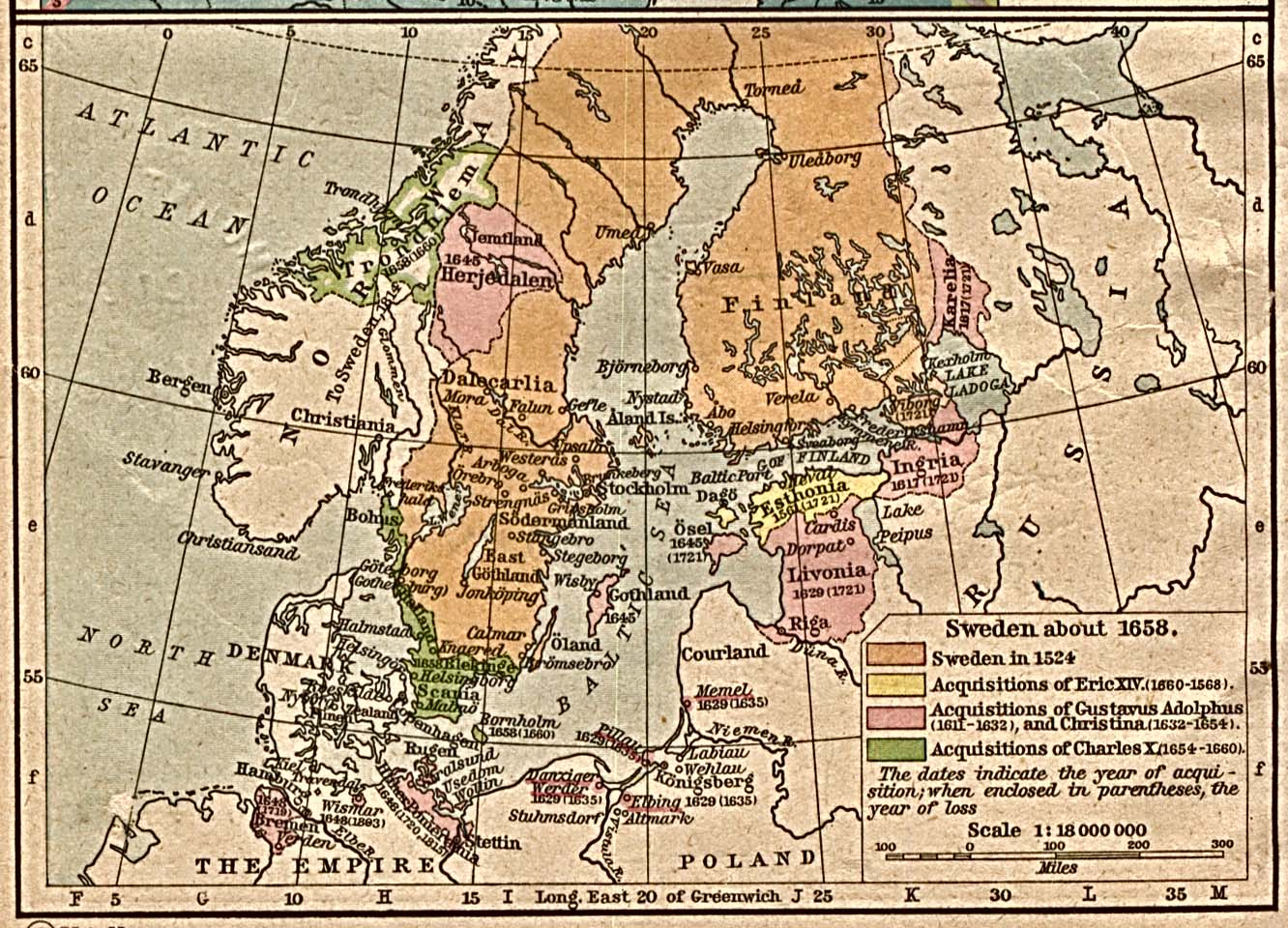
I och med freden i Roskilde hamnade Jämtland och Härjedalen återigen tillsammans med Tröndelag, fast den här gången i Sverige.

För landskapshistoria och kultur se: Jämtland och Härjedalen
Jämtland och Härjedalen har både varit separerade och tillsammans administrativt under historiens gång. Härjedalen var tidigt en integrerad del av Trøndelag medan Jämtland först var självständigt före 1178 då landskapet anslöts till Norge efter slaget på Storsjöns is, men utgjorde dock en egen administrativ del av Norge och styrdes av ett allting, Jamtamot.  Jämtland hade samma status i "Norgesveldet" som till exempel Island, Shetlandsöarna, Orkneyöarna och Färöarna, fram till slutet av 1400-talet. Jämtland låg också kyrkligt under Uppsala ärkestift samtidigt som Härjedalen tillhörde Nidaros stift. Senare införlivades Jämtland i Trondhjems len, ett av Norges fyra slottslän och i Nidaros stift. Mycket beroende på den stärkta administration som följde Danmarks övertagande av Norge 1536 men i högre grad de krig mellan Danmark och Sverige som utspelades i landskapen. Efter att Jämtland och Härjedalen tillföll Sverige genom freden i Brömsebro 1645 hamnade Härjedalen i Hudiksvalls län och Jämtland i Härnösands län. Den här indelningen varade i 13 år tills freden i Roskilde tecknades 1658 då Sverige erhöll Trøndelag och Jämtland-Härjedalen återigen hamnade i Trondheims län, fast nu i Sverige. 
Det var dock en mycket kortvarig enhet då krig utbröt och efteråt, genom freden i Köpenhamn, blev Trøndelag åter danskt. Jämtland och Härjedalen blev då en del av Västernorrlands län och var det fram till 1762 då Gävleborgs län med Härjedalen skildes från Västernorrlands län.

### Jämtlands läns bildande

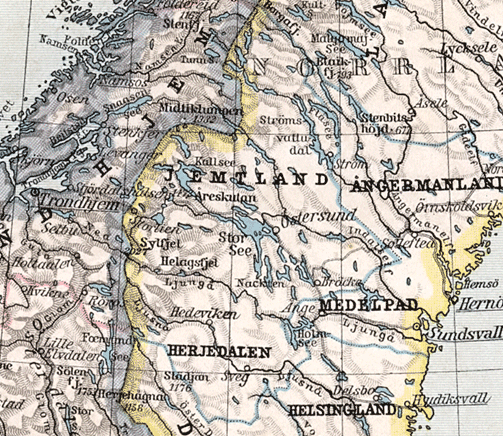
Kartan från 1905:s gränser omfattar hela dåvarande Jämtlands län. Notera även att den äldre stavningen med e används.

Jämtlands län bildades 1810 då Jämtland och Härjedalen bröts ut ur respektive län. Det var genom en motion undertecknad av den enda riksdagsledamoten från landskapen, Anders Nilsson i Stugun. I skrivelsen menade han att det stora område som låg längs den norska gränsen behövde lokal styrning. Han framhöll också vikten av uppodling i inlandet, vilket skulle stärkas med det nya länet. Ett nytt län skulle också vara bra för vägar, avvittring och flottningsleder hävdade Nilsson i Stugun. Genom att stärka den här regionen skulle man lättare "inom Sveriges gränser vinna Finland åter", som Sverige förlorade till Ryssland året innan. Något lokalt stöd för ett nytt län fanns det emellertid inte ens att tala om, och regeringen tordes inte lägga fram förslaget till riksdagen, där nya utgifter inte sågs med blida ögon. Det var den provisoriska regeringen som tillsattes efter statskuppen mot Gustav IV Adolf som klubbade beslutet, trots bondeståndets högljudda protester mot utökningen av den offentliga sektorn. 

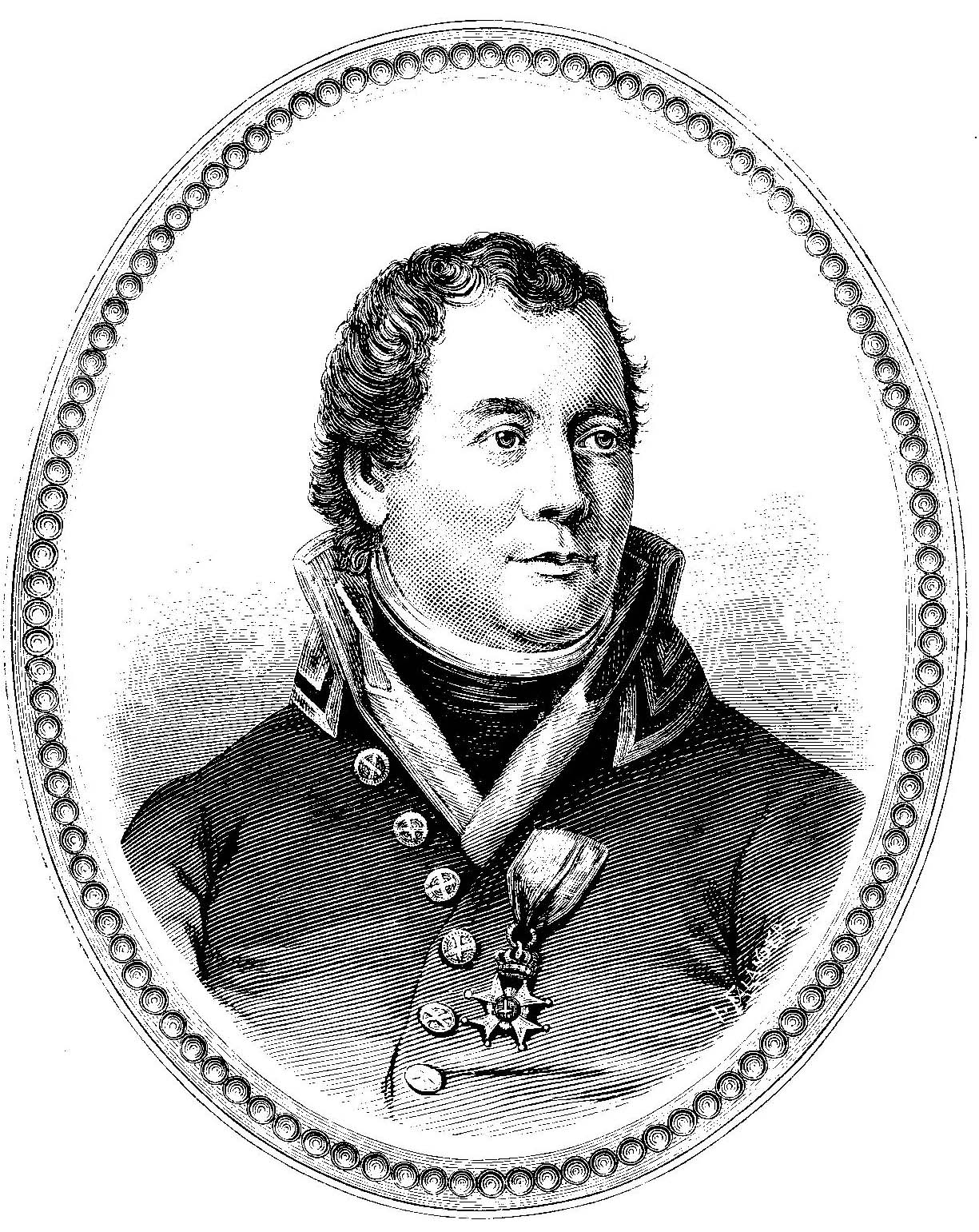
Georg Adlersparre hade en central roll i tillkomsten av Jämtlands län.

Jämten Georg Adlersparre, som satt i den provisoriska regeringen och som var nära vän med Anders Nilsson i Stugun spelade en avgörande roll i tillkomsten av länet. Inom den provisoriska regeringen fanns det en stor önskan om en skandinavisk union (vilket var orsaken till att man utsåg den danska prinsen Karl August till tronföljare), främst hos Adlersparre och von Platen. Jämtland-Härjedalen intog här en viktig plats, eftersom de viktigaste förbindelserna mellan Sverige och Norge norr om Värmland gick mellan de här landskapen och Tröndelagen. En länsstyrelse i Östersund skulle avsevärt kunna förbättra kommunikationerna över Kölen.
Den nytillträdda länsstyrelsen 1810 bestod enbart av tio personer och den första landshövdingen blev jämten Anders Wasell, som stöttat Adlersparre och som även var god vän med Nilsson i Stugun. Därefter har länsstyrelsen vuxit och fått fler och fler arbetsområden genom historien. Motståndet mot det nya länet försvann inte lättvindigt; lokala sockenstämmor runt om i länet och riksdagsledamöter från Jämtland och Härjedalen krävde upprepade gånger länets avskaffande, borgarna i den nyanlagda staden Östersund var emellertid mer positiva. Den härjedalska riksdagsmannen Erik Andersson Bång menade till och med att föreningen av Jämtland och Härjedalen var onaturlig, då de historiskt haft rätt lite med varandra att göra.
Sedan tillkomsten har länet blivit större, 1864 överfördes Ytterhogdal och Ängersjö i Hälsingland från Gävleborgs län, och 1974 överfördes Fjällsjö, Bodum och Tåsjö i Ångermanland från Västernorrlands län.
Jämtlands län stavades ursprungligen Jemtlands län, då även Jämtland fortfarande stavades Jemtland. Ibland benämndes länet Östersunds län efter residensstaden. Stavningen med ä tillkom i samband med att bokstaven blev "modärn" vid 1900-talets början.

## Geografi
| Kända fjäll                                         |                  |
| Helags och Sylmassivet                              |                  |
| Fjäll                                               | Altitud (m ö.h.) |
| Helagsfjället                                       | 1 796            |
| Storsylen                                           | 1 743            |
| Templet                                             | 1 728            |
| Lillsylen                                           | 1 704            |
| Åreskutan                                           | 1 420            |
| Hundshögen                                          | 1 371            |
| Anåfjället                                          | 1 332            |
| Sielkentjakke                                       | 1 315            |
| Sonfjället                                          | 1 277            |
| Munsfjället                                         | 1 188            |
| Källa: SCB, Statistisk årsbok för Sverige 2007      |                  |
| Största sjöar                                       |                  |
| Storsjöodjuret, Storsjön och Östersund i bakgrunden |                  |
| Sjö                                                 | Yta (km²)        |
| Storsjön                                            | 456              |
| Ströms Vattudal                                     | 170              |
| Kallsjön                                            | 156              |
| Flåsjön, Strömsund                                  | 110              |
| Torrön                                              | 94               |
| Näkten                                              | 83               |

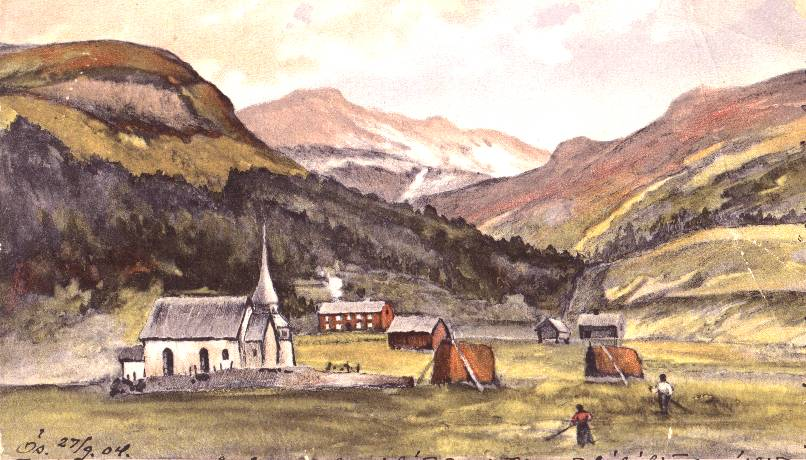
Motiv från Åre

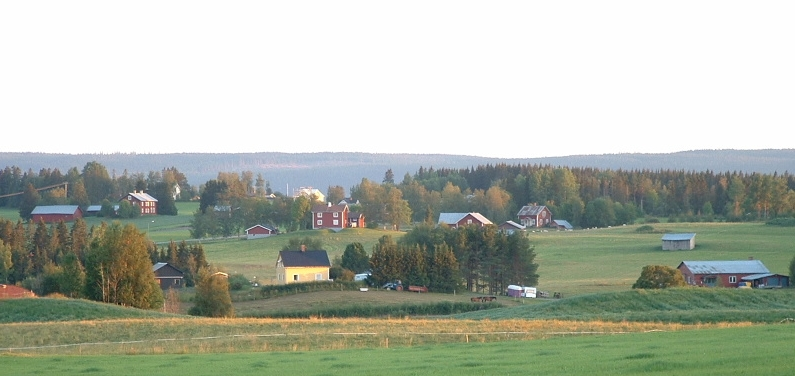
Gårdar i Oviken

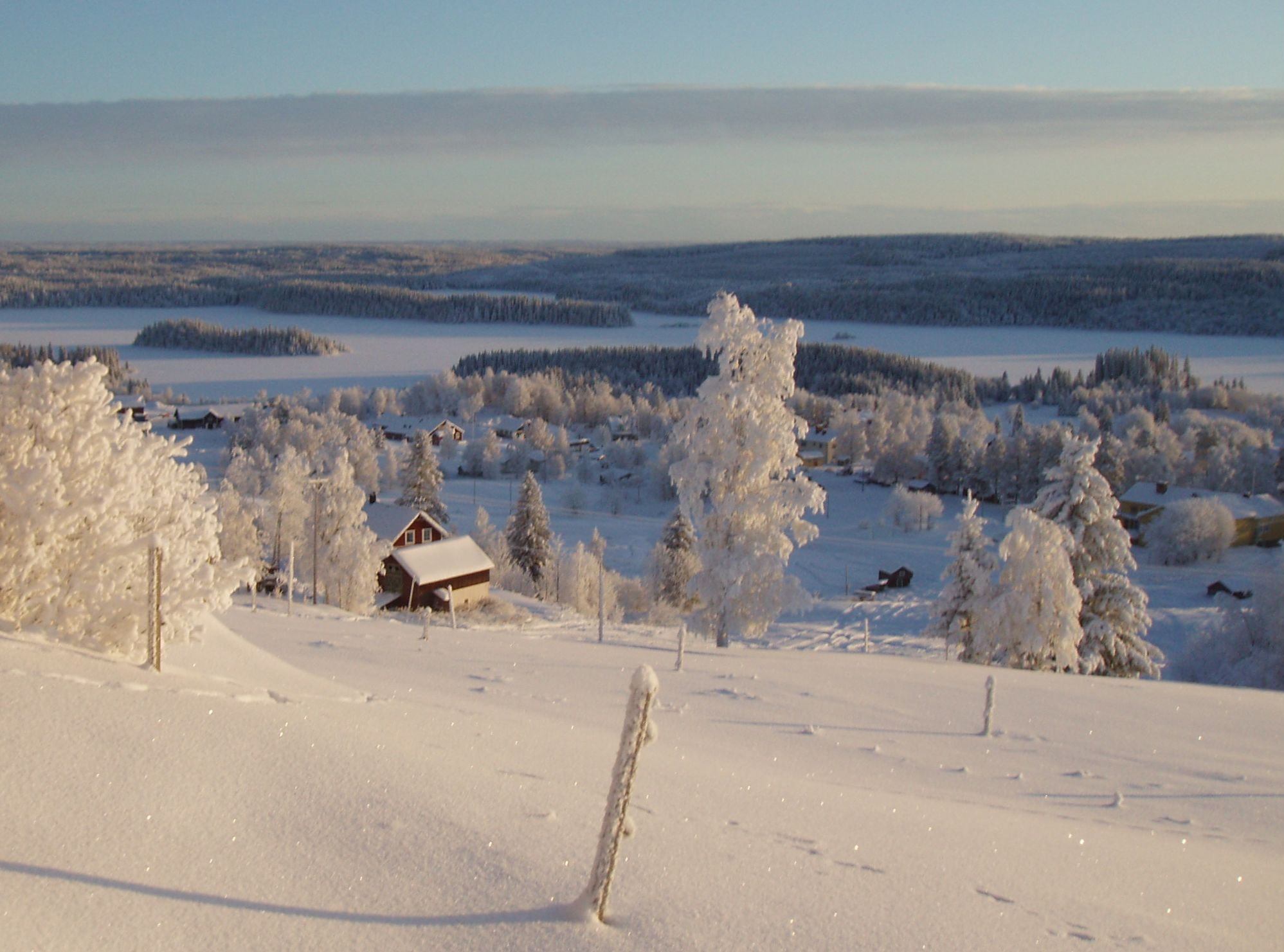
Vintervy över Laxsjö

Jämtlands län är ett kustlöst län som ligger i hjärtat av den skandinaviska halvön i norra Europa. Länet gränsar till Dalarnas län i söder, Gävleborgs län i sydöst, Västernorrlands län i öster, Västerbottens län i norr samt det norska fylket Trøndelag i väster. I den västra delen av länet ligger Kölen som sträcker sig genom hela Jämtlands län och, sedan Brömsebrofreden år 1645, utgör landgräns mellan Norge och Sverige.
Länets tre större vattendrag, Ljusnan, Ljungan och Indalsälven startar i fjällkedjan och rinner österut mot Norrlandskusten och ut i Bottenhavet. Även Klarälven påbörjar sin resa söderut i västra Härjedalen. Länets alla älvar och åar uppmäter en sträcka på 280 mil.
Berggrunden i östra delen av länet består av urberg och sträcker sig från Flåsjön i norr ner till Brunfloviken och vidare söderut. Berggrunden i den östra delen består av gnejs, diabas, amfibolit, granit och gabbro.
Mittdelen av länet, det centraljämtska silurområdet, breder ut sig runt Storsjön och sträcker sig även längre norrut till Ström och söderut mot Klövsjö/Skorvdalsfjällen. Berggrunden består här av kambrisk och silursk skiffer blandad med kalksten, som gjort detta område mycket bördigt.
Fjällregionen tar vid väster om Storsjön och utgör den östra delen av fjällkedjan som ingår i Kaledoniderna. Det högsta berget är Helagsfjället, ett gnejsmassiv som är Sveriges sydligaste högfjäll. Länet har flera fjällplatåer där Flatruet är den mest kända med sina 975 meter över havet och Sveriges högst belägna allmänna väg. Sveriges högst belägna by finns också i länet, Högvålen, i den södra delen. Det finns många dalgångar mellan fjällkedjan och den västra kusten mot Norska havet vilket har en betydande roll i de centrala delarnas klimat som är att betrakta som lokalmaritimt.
När den senaste inlandsisen drog sig tillbaka för drygt 10 000 år sedan lämnade den efter sig stora mängder jord, sten och block. Det material som avsattes direkt av isen kallas för morän vilket är den i särklass vanligaste jordarten i länet. Länet har även stora torv- och myrmarker.
Nio procent (4 500 km²) av länets yta upptas av länets drygt 17 000 sjöar, där Storsjön är länets största samt Sveriges femte största sjö. I Storsjön sägs Storsjöodjuret leva och som var fridlyst i tjugo år mellan 1986 och 2006.

Stora sjöar i Jämtlands län
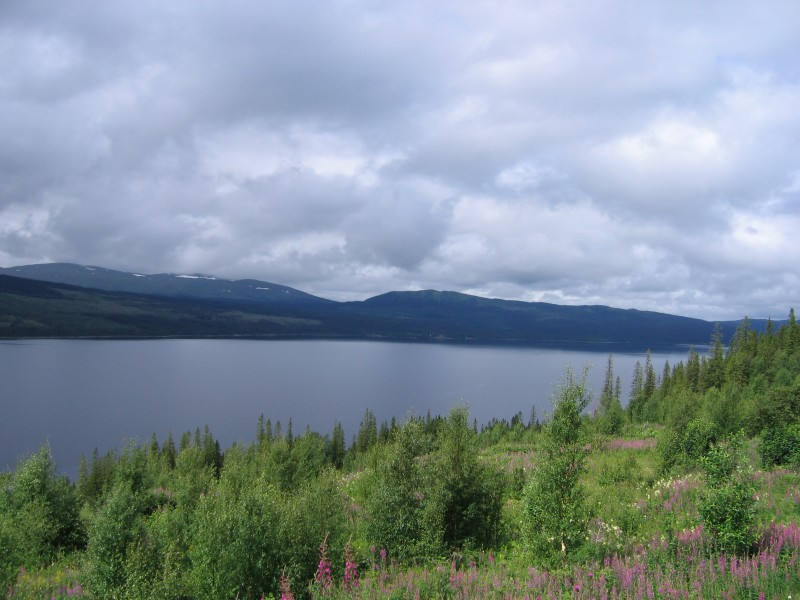
Kallsjön
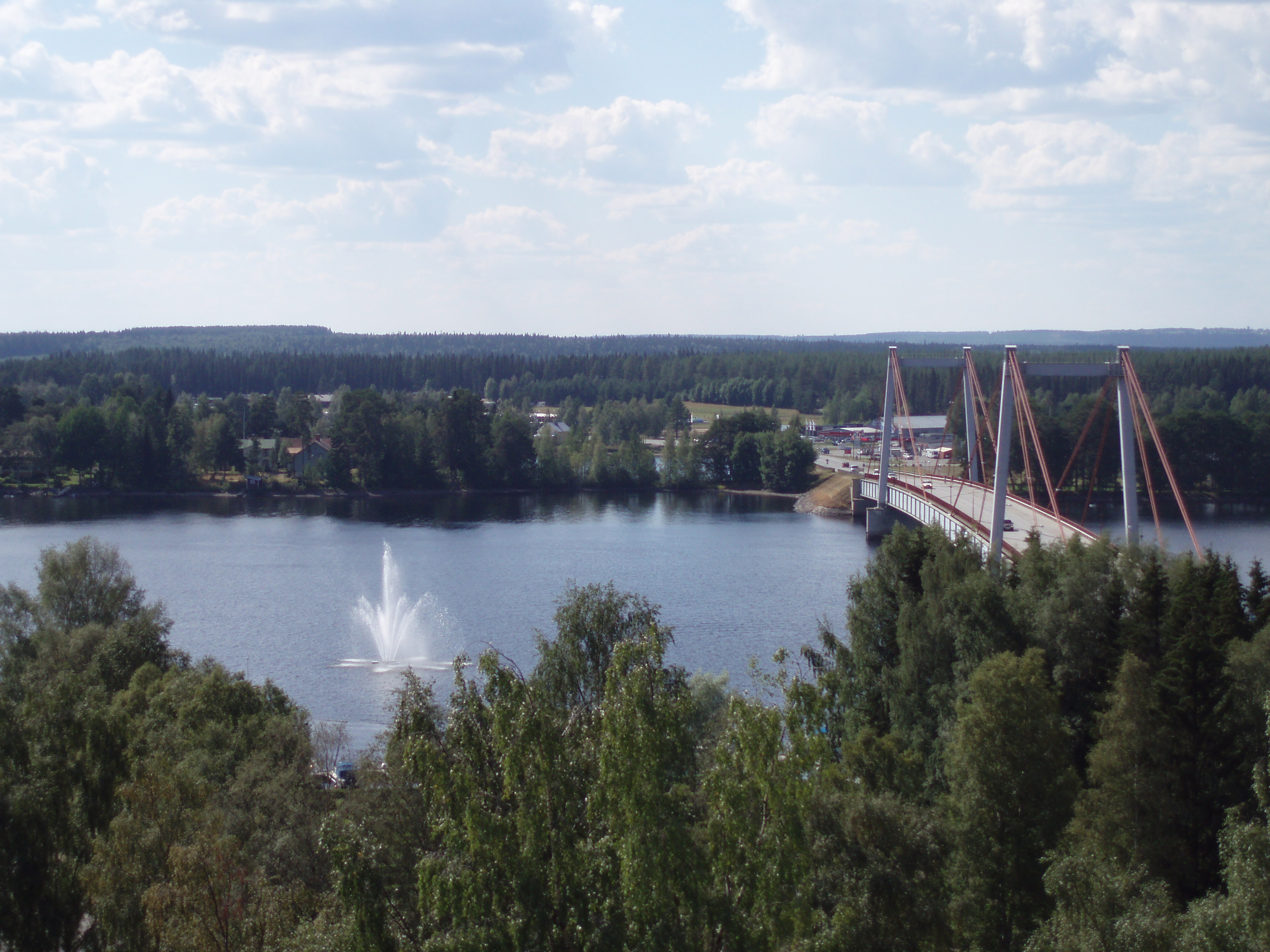
Ströms Vattudal
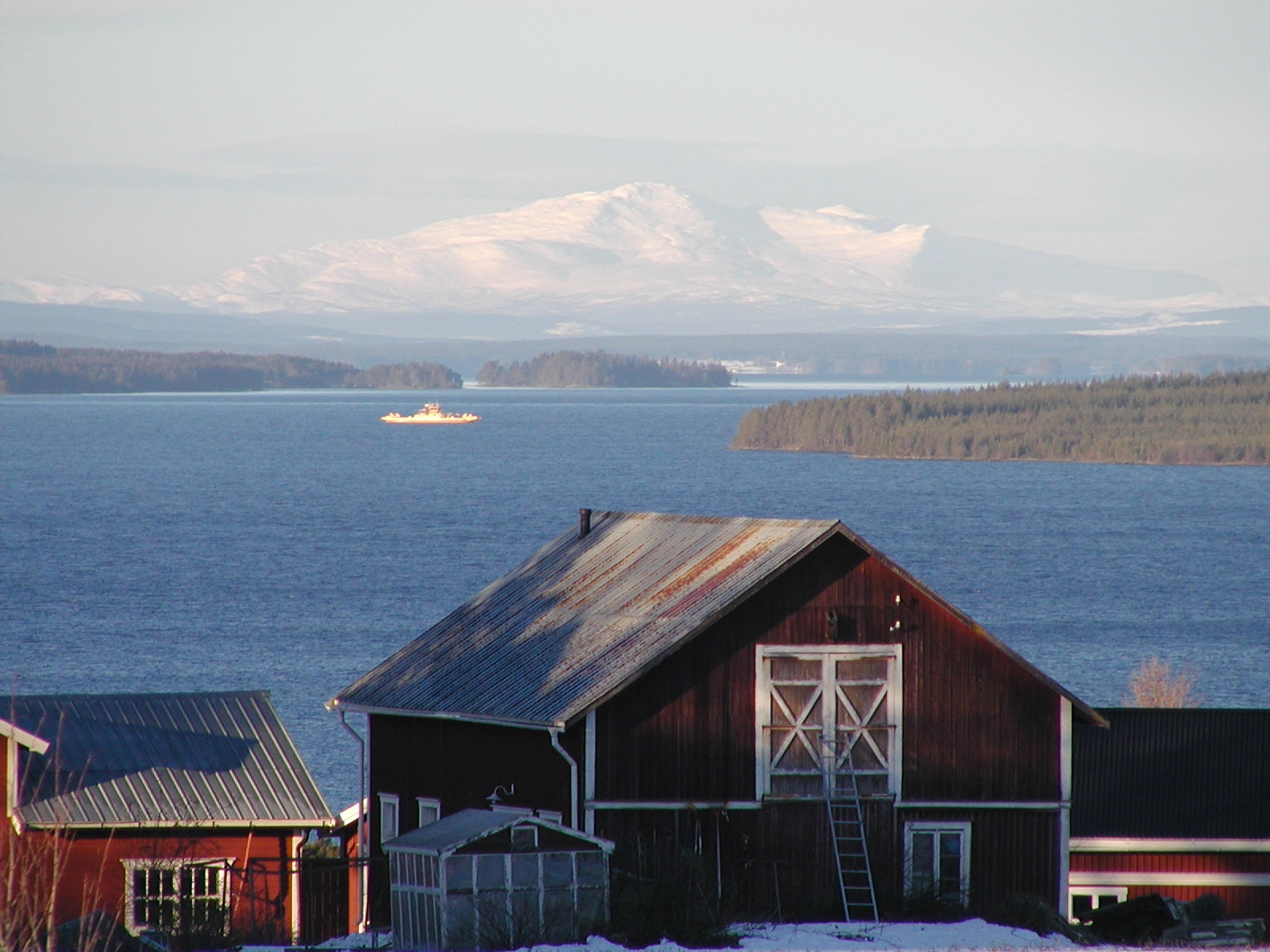
Storsjön

Skog täcker större delen av länet (55 procent totalt). Länet förfogar således över 12 procent av landets sammanlagda skogsareal. Länets största ö är Ammerön (Sveriges 19 största), tätt följt av Frösön (Sveriges 27 största). De är båda insjööar.

### Tätorter
I Jämtlands län finns det totalt 58 tätorter varav tolv har befolkning över 1 000.
| Nr | Tätort       | Kommun             | Folkmängd 31 december 2018 | Areal (ha) |
| -- | ------------ | ------------------ | -------------------------- | ---------- |
| 1  | Östersund    | Östersunds kommun  | 51 132                     | 3 484      |
| 2  | Strömsund    | Strömsunds kommun  | 3 705                      | 392        |
| 3  | Åre          | Åre kommun         | 3 186                      | 635        |
| 4  | Sveg         | Härjedalens kommun | 2 535                      | 296        |
| 5  | Krokom       | Krokoms kommun     | 1 921                      | 160        |
| 6  | Järpen       | Åre kommun         | 1 604                      | 234        |
| 7  | Ås           | Krokoms kommun     | 1 592                      | 292        |
| 8  | Bräcke       | Bräcke kommun      | 1 533                      | 203        |
| 9  | Ängsmon      | Östersunds kommun  | 1 344                      | 53         |
| 10 | Hammarstrand | Ragunda kommun     | 1 171                      | 290        |

Residensstaden är i fet stil
Brunflo ingår numera i Östersunds tätort. Ängsmon ingick i Östersunds tätort fram tills 2015.

### Naturskydd
I länet finns en nationalpark: Sonfjället. Det finns även ett 80-tal 
naturreservat i Jämtlands län, vilka utgör en stor del av landets sammanlagda areal avsatt för naturskydd.

## Befolkning
| Största tätorter            |          |
| 7                           |          |
| Ort                         | Invånare |
| Östersund                   | 50 397   |
| Strömsund                   | 3 722    |
| Åre                         | 2 925    |
| Sveg                        | 2 550    |
| Krokom                      | 1 921    |
| Ås                          | 1 596    |
| Bräcke                      | 1 581    |
| Järpen                      | 1 581    |
| Ängsmon                     | 1 340    |
| Lit                         | 1 134    |
| Hammarstrand                | 1 150    |
| Hammerdal                   | 1 057    |
| Nälden                      | 995      |
| Funäsdalen                  | 980      |
| Svenstavik                  | 959      |
| Källa: SCB, Tätorter (2016) |          |

Jämtlands län är mycket glest befolkat med färre än 3 invånare/km². Befolkningen är ojämnt fördelad och majoriteten bor i Storsjöbygden, alltså området runt Storsjön. 43 666 personer, 34,4 procent av länets samtliga medborgare, bodde år 2005 utanför en tätort, näst högsta procentuella siffra bland alla län. Endast 1 procent av länets mark är bebyggd och det finns endast en stad, Östersund, som haft stadsprivilegier sedan 1786 och som är centralort i kommunen med samma namn. Viktiga tätorter är de övriga centralorterna: Bräcke, Hammarstrand, Järpen, Krokom, Strömsund, Sveg och Svenstavik.
Andra nämnvärda orter är;
| - Aspås - Backe - Bispgården - Brunflo - Duved - Funäsdalen | - Gäddede - Gällö - Hammerdal - Hede - Hoting - Kälarne | - Lillhärdal - Lit - Oviken - Mattmar - Mörsil - Nälden | - Stugun - Åre - Ås - Vemdalen - Undersåker |

Återstående medellivslängd vid födseln för kvinnor är 83,29 år och 79,81 år för män.

### Befolkningsutveckling
| Befolkningsutvecklingen i Jämtlands län 1810–2020                                                 | Befolkningsutvecklingen i Jämtlands län 1810–2020 | Befolkningsutvecklingen i Jämtlands län 1810–2020 | Befolkningsutvecklingen i Jämtlands län 1810–2020 | Befolkningsutvecklingen i Jämtlands län 1810–2020 |
| ------------------------------------------------------------------------------------------------- | ------------------------------------------------- | ------------------------------------------------- | ------------------------------------------------- | ------------------------------------------------- |
|                                                                                                   |                                                   |                                                   |                                                   |                                                   |
| År                                                                                                |                                                   |                                                   | Folkmängd                                         |                                                   |
| 1810                                                                                              | 1810                                              |                                                   | 33 179                                            |                                                   |
| 1820                                                                                              | 1820                                              |                                                   | 36 894                                            |                                                   |
| 1830                                                                                              | 1830                                              |                                                   | 42 225                                            |                                                   |
| 1840                                                                                              | 1840                                              |                                                   | 45 769                                            |                                                   |
| 1850                                                                                              | 1850                                              |                                                   | 52 271                                            |                                                   |
| 1860                                                                                              | 1860                                              |                                                   | 61 218                                            |                                                   |
| 1870                                                                                              | 1870                                              |                                                   | 70 463                                            |                                                   |
| 1880                                                                                              | 1880                                              |                                                   | 83 623                                            |                                                   |
| 1890                                                                                              | 1890                                              |                                                   | 100 455                                           |                                                   |
| 1900                                                                                              | 1900                                              |                                                   | 111 391                                           |                                                   |
| 1910                                                                                              | 1910                                              |                                                   | 118 115                                           |                                                   |
| 1920                                                                                              | 1920                                              |                                                   | 133 536                                           |                                                   |
| 1930                                                                                              | 1930                                              |                                                   | 134 514                                           |                                                   |
| 1940                                                                                              | 1940                                              |                                                   | 138 722                                           |                                                   |
| 1950                                                                                              | 1950                                              |                                                   | 144 063                                           |                                                   |
| 1960                                                                                              | 1960                                              |                                                   | 139 799                                           |                                                   |
| 1970                                                                                              | 1970                                              |                                                   | 125 243                                           |                                                   |
| 1980                                                                                              | 1980                                              |                                                   | 134 934                                           |                                                   |
| 1990                                                                                              | 1990                                              |                                                   | 135 726                                           |                                                   |
| 2000                                                                                              | 2000                                              |                                                   | 129 566                                           |                                                   |
| 2010                                                                                              | 2010                                              |                                                   | 126 691                                           |                                                   |
| 2020                                                                                              | 2020                                              |                                                   | 131 155                                           |                                                   |
| Anm: 1 januari 1974 tillfördes församlingarna Bodum, Fjällsjö och Tåsjö från Västernorrlands län. |                                                   |                                                   |                                                   |                                                   |

### Befolkning kommunvis
Kommunvis dominerar Östersund, kommunen har något över fyra gånger fler invånare än tvåan Krokom. Ragunda kommun är befolkningsmässigt den minsta kommunen. Siffrorna nedan avser den 30 september 2017.
| - Östersunds kommun, 62 479 inv. - Krokoms kommun, 14 895 inv. - Strömsunds kommun, 11 828 inv. - Härjedalens kommun, 10 196 inv. | - Åre kommun, 11 191 inv. - Bergs kommun, 7 111 inv. - Bräcke kommun, 6 488 inv. - Ragunda kommun, 5 461 inv. |

### Demografi
142 000 människor i Sverige är födda i Jämtlands län. 69 procent av Jämtlands läns nuvarande befolkning är födda i länet (90 000), vilket är högre än riksgenomsnittet. Av dem som är födda i länet men som inte är bosatta där [när?] bor (cirka) 15 600 i Stockholms län, 6 500 i Västernorrlands län, 5 000 i Västra Götalands län, 3 900 i Gävleborgs län och 3 000 i Uppsala län. Av dem som nu bor i Jämtlands län men som är födda i ett annat län kommer cirka 9 000 från Västernorrlands län, 6 400 från Stockholms län och 3 000 från Västerbottens län.
Jämtlands län hade lägst antal asylsökande i förhållande till folkmängd i Sverige 2007, 0,2 asylsökande per 1 000 invånare.
Befolkningen i Jämtlands län har den högsta medelåldern bland nygifta i landet. Medelåldern för nygifta män är 37,2 år och för kvinnor 33,8 år.
72,1 procent av alla nyfödda barn i länet är födda av en ogift mor, i Jämtlands län får de flesta par barn innan de gifter sig. Par i Jämtlands län är högst benägna att behålla sina respektive efternamn, 24 procent gör det, vilket är långt över riksgenomsnittets 17 procent, 65,9 procent tar mannens efternamn (lägst i Sverige) och 8,1 procent tar kvinnans efternamn, vilket är högst bland länen i norra Sverige, dock något under riksgenomsnittet. 
38 procent av befolkningen i Jämtlands län har ett -sonnamn i efternamn och 1,19 ‰ har ett -dotternamn (till exempel Ida Ingemarsdotter), vilket är allra högst i Sverige. Jämtlands län ligger under riksgenomsnittet när gäller medelålder för förstagångsföräldrar, 28,7 år för förstagångsmödrarna och 31,3 år för förstagångsfäderna. 28 procent av de nyfödda får samma efternamn som båda sina föräldrar.

#### Utlandsfödda
| Utlandsfödda i Jämtlands län (2014)                    |       |
| En stor majoritet av länets invånare är födda i Norden |       |
| Ursprungsland                                          | Antal |
| Norge                                                  | 1 138 |
| Finland                                                | 819   |
| Syrien                                                 | 619   |
| Thailand                                               | 536   |
| Afghanistan                                            | 468   |
| Tyskland                                               | 467   |
| Polen                                                  | 313   |
| Turkiet                                                | 300   |
| Övriga                                                 | 5 570 |
| Källa: http://www.scb.se/BE0101/#c_li_26051            |       |

5,1 procent av Jämtlands befolkning, eller något under 6 500 personer, är födda i ett annat land än Sverige, endast Gotlands län har en lägre procentuell andel utlandsfödda. Kommunvis bor det i reda tal flest utlandsfödda i Östersunds kommun, procentuellt är siffrorna däremot högst för Bräcke kommun där 6,2 procent av befolkningen är födda utomlands, och lägst i Bergs kommun, där enbart 3,4 procent är födda i ett annat land än Sverige. Av de 6 500 är omkring 1 300 födda i Norge (för fullständiga siffror se tabellen eller källan, det här gäller för hela avsnittet), Jämtlands län är tillsammans med Värmlands län de enda i Sverige där den största gruppen av utlandsfödda är norrmän. Av de övriga nordiska länderna är ungefär 920 födda i Finland, 180 i Danmark och 25 på Island, sammanlagt är litet över 2 400 födda i ett annat nordiskt land. Antal födda i de utomnordiska länderna i EU uppgår till 1 080 personer där den största gruppen kommer från Tyskland, 330 personer, därefter Polen med 220 personer och Storbritannien med 100. 620 personer är födda i andra länder inom Europa (icke-EU/nordiskt land) där Turkiet är det vanligaste födelselandet, 190 personer är födda där, 190 är födda i dåvarande Jugoslavien (med Bosnien och Hercegovina) och 90 personer är födda i Ryssland. De resterande är fördelade i en rad olika länder runt om i världen, 330 personer är födda i Afrika, 230 i Nordamerika, främst USA, 270 i Sydamerika och  1 500 i Asien och den största gruppen där är födda i Thailand, 290 personer, därefter följer Irak med 230 personer, Iran med 140 personer, Indien med 125 och Sydkorea med 110 personer (siffrorna för båda är från 2005) och Libanon 100 personer.

#### Utländska medborgare
2,8 procent av befolkningen, eller 3 500 personer, i länet är medborgare i ett annat land, även här så är det endast Gotlands län som har en procentuellt andel lägre. 1 320 har medborgarskap i ett annat nordiskt land, främst Norge (även här så kan exakta siffror återfinnas i källan i stället för den löpande texten). 740 personer har medborgarskap i ett annat EU-land (bortsett från Danmark och Finland), mestadels Tyskland och Polen. 230 har medborgarskap i ett annat europeiskt land, främst i något land på Balkan och Turkiet. 200 har medborgarskap i något afrikanskt land, 120 personer har medborgarskap i något nordamerikanskt land och 90 personer har medborgarskap i något sydamerikanskt land. 730 personer har medborgarskap i något asiatiskt land, främst Thailand och Irak. Omkring 20 personer betecknas som statslösa.

## Politik

### Europeiska unionen
Befolkningen i Jämtlands län har varit mest negativ till EU och EMU i hela Sverige. Margareta Winberg och Eva Hellstrand från länet var båda ledande företrädare inom Folkrörelsen Nej till EU och vid folkomröstningen om EU-medlemskap 1994 röstade 72,5 procent av länsbefolkningen "Nej", något som förklarats med den lokala misstron mot byråkratin i Bryssel och de långa avstånden mellan makthavarna och befolkningen. Vid folkomröstningen om införande av euron 2003 röstade 77,2 procent av länsbefolkningen "Nej". Starkaste motstånd i hela landet mot EU och EMU återfinns i Strömsunds kommun där 82 procent röstade "Nej" till EU 1994 och 86,1 procent röstade "Nej" till införandet av euron 2003.

### Regionpolitik
Nedanstående tabell visar valresultatet i 2014 års landstingsval (numera regionval).
| Parti | Parti                    | Röstfördelning | Röstfördelning | Röstfördelning | Mandatfördelning | Mandatfördelning |
| Parti | Parti                    | Antal          | %              | +/− %          | Antal            | +/−              |
| ----- | ------------------------ | -------------- | -------------- | -------------- | ---------------- | ---------------- |
|       | Socialdemokraterna       | 31 430         | 38,57          | – 2,39         | 21               | – 3              |
|       | Moderata samlingspartiet | 16 258         | 19,95          | + 0,05         | 11               | +/– 0            |
|       | Centerpartiet            | 11 093         | 13,61          | – 2,48         | 8                | – 1              |
|       | Vänsterpartiet           | 6 231          | 7,65           | + 0,77         | 4                | +/– 0            |
|       | Sverigedemokraterna      | 5 451          | 6,96           | + 3,98         | 4                | + 4              |
|       | Miljöpartiet de gröna    | 4 998          | 6,13           | + 0,13         | 3                | – 1              |
|       | Folkpartiet liberalerna  | 3 007          | 3,69           | – 0,58         | 2                | – 1              |
|       | Kristdemokraterna        | 2 725          | 3,34           | + 0,96         | 2                | + 2              |
|       | Feministiskt Initiativ   | 116            | 0,14           | + 0,14         | 0                | +/– 0            |
|       | Övriga partier           | 176            | 0,22           | – 1,04         | 0                | +/– 0            |

## Energi

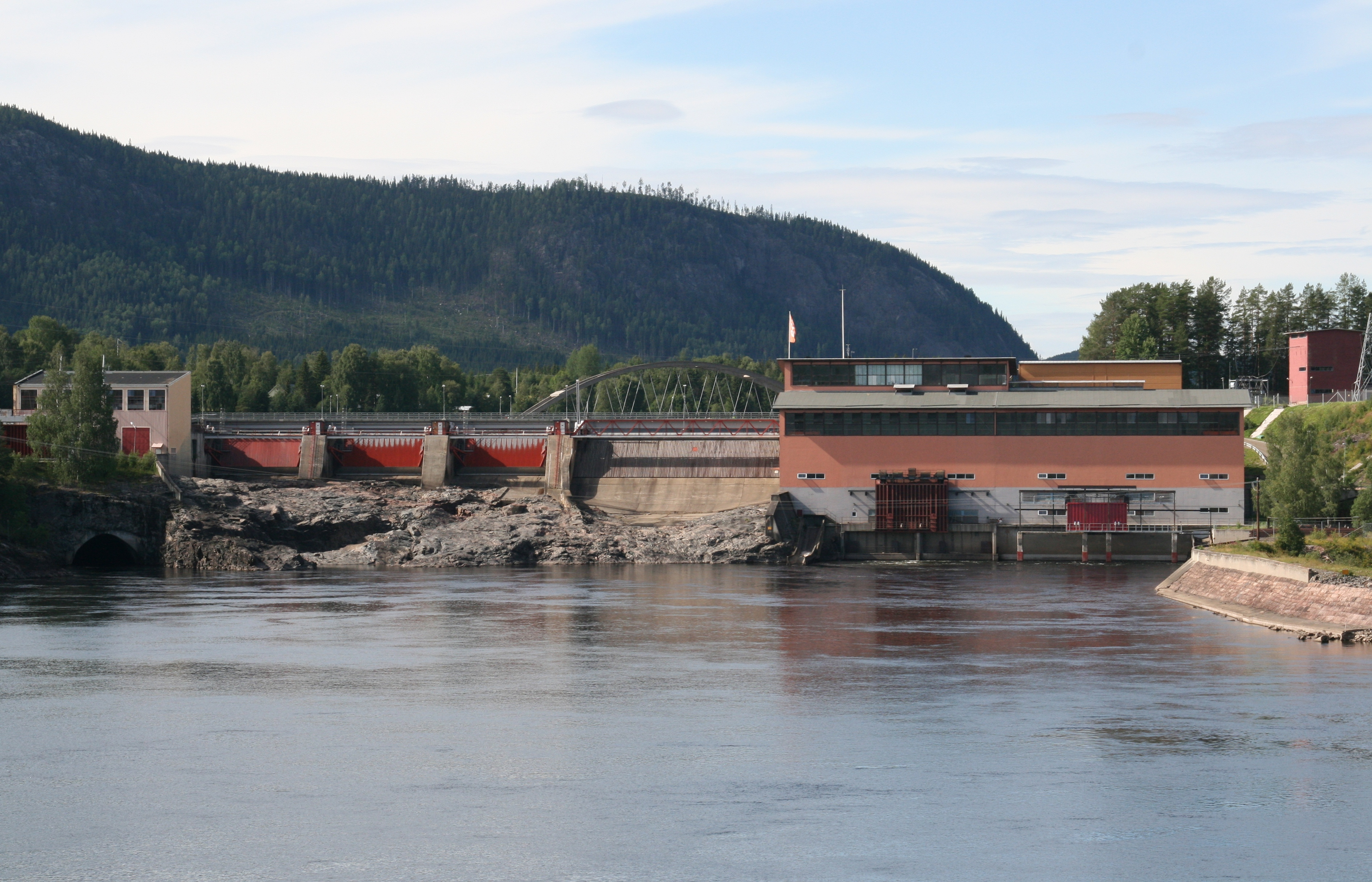
Hammarforsens vattenkraftverk i Ragunda kommun

Jämtlands län är självförsörjande och nettoexportör vad gäller elenergi, omkring 80 procent exporteras. Länet förbrukar näst minst av alla län, 39 270 kilowattimmar per invånare, långt under riksgenomsnittet. Jämtland läns energiförbrukning går främst till uppvärmningen av hus, i kontrast mot nästan alla övriga län där den största delen går till industrin. Länet producerar sammanlagt 11 867 581 megawattimmar varav 10 991 164 kommer från vattenkraft. I Jämtlands län finns ett runt 60 vattenkraftverk och i Ragunda kommun finns nio stycken, vilket gör att den utvunna elen från Ragunda kommun uppgår till tio procent av Sveriges sammanlagda vattenkraft. Vattenkraftsstationerna är främst belägna vid älvarna Ljungan, Ljusnan och Indalsälven med deras respektive källflöden. I Jämtlands län finns även ett antal dussin vindkraftverk och ett fåtal kraftvärmeverk, främst i Östersund. I framför allt Härjedalens kommun utvinns torv och i Östersund utvinns även biogas ur avfall. Jämtlands län använder runt 60 procent förnyelsebar energi, vilket är mycket i förhållande till andra regioner och även länder.

## Näringsliv

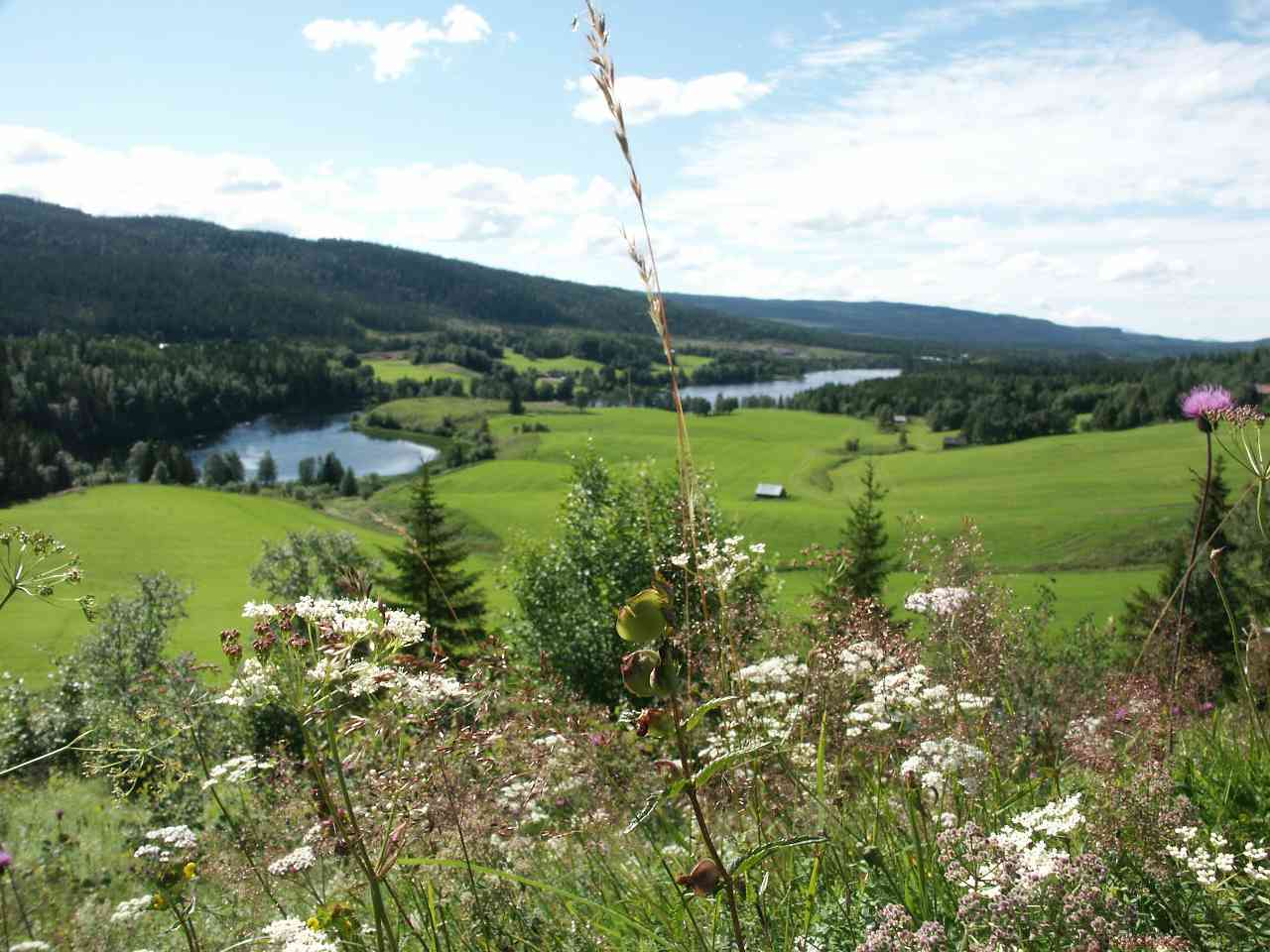
Skogen, marken och vattnet är viktiga för länet

Jämtlands län är jämte Gotlands län det mest företagstäta län i Sverige. Det finns nära 16 företag per 100 invånare. Jämtlands län har även den högsta företagsamheten bland kvinnor i landet. Det finns 8 kvinnliga företagare per 100 kvinnliga invånare i åldersgruppen 25–64. 48 procent av befolkningen mellan 18 och 30 år i Jämtlands och Västernorrlands län föredrar att bli egna företagare framför anställda, det är den högsta siffran i landet. Länet har ett eget "Gnosjö", nämligen Trångsviken med närliggande byar i Krokoms kommun. Där finns det 80 företag på en befolkning runt 700. När det gäller tillväxtföretag i förhållande till befolkning hamnar länet på en sjunde plats, endast Stockholms, Västra Götalands, Jönköpings, Kronobergs, Skånes och Hallands län hade fler. År 2006 utsågs Åre kommun till årets tillväxtkommun. År 2006 förvärvsarbetade cirka 13 900 personer inom kommunerna och drygt 4 100 åt landstinget. Cirka 35 000 förvärvsarbetade inom näringslivet och ungefär 3 350 personer inom den statliga förvaltningen. Nästan 2 900 personer förvärvsarbetade då inom andra organisationer och offentliga institutioner.

### Arbetsmarknad
Jämtlands läns arbetslöshet ligger (april 2008) på 2,6 procent, 0,3 procentenheter högre än riksgenomsnittet, antalet arbetslösa är 2 068 personer. 2 procent av länets befolkning är sysselsatt inom arbetsmarknadspolitiska åtgärder, 0,6 procentenheter över riksgenomsnittet. Likt riket i övrigt går arbetslösheten för närvarande[när?] ned.
Jämtlands län har de högsta ohälsotalen, alltså antalet dagar med sjukskrivna och med sjukpension under ett år, i Sverige, 47 stycken. Trots det uppgick förvärvsintensiteten, alltså den andel av befolkningen som förvärvsarbetar, oavsett var de gör detta, 2006 till 79 procent, den fjärde högsta i Sverige efter Hallands, Kronobergs och Jönköpings län. Förvärvsintensiteten var lägst i Bräcke kommun där den var 76,6 procent och högst i Åre kommun med 81,6 procent, tätt följt av Bergs kommun och Krokoms kommun med 81,5 respektive 81,3 procent..

### Industri
Jämtlands län är efter Gotland den minst industrialiserade regionen i Sverige. Endast 15 procent av befolkningen är verksam i denna näring. Industrin domineras av små företag, endast 50–60 av länets industriföretag har över 50 anställda. De flesta industriföretag finns i Östersundsområdet. Mer än 16 procent av Jämtlands läns industriarbetare är verksamma inom skogsindustrin.

### Lantbruk

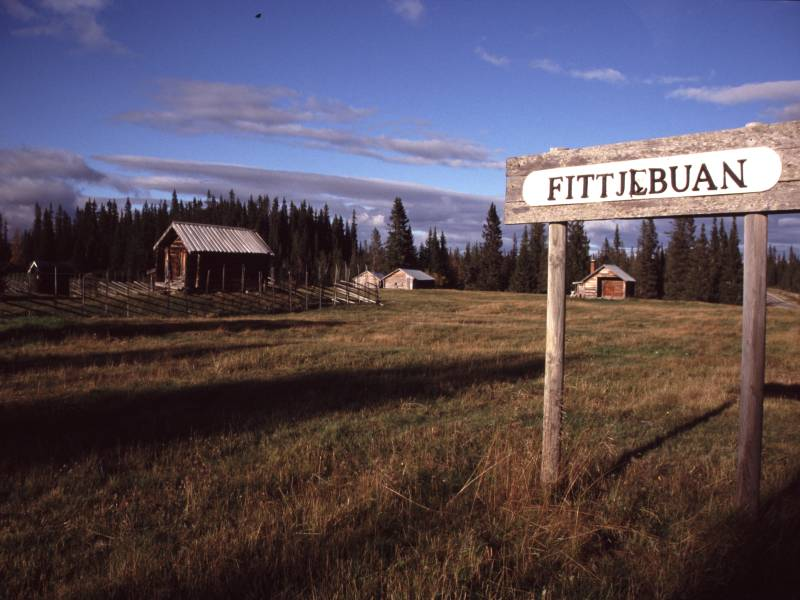
Fittjebuan (Fittjebodarna), fäbodvall i södra Jämtland

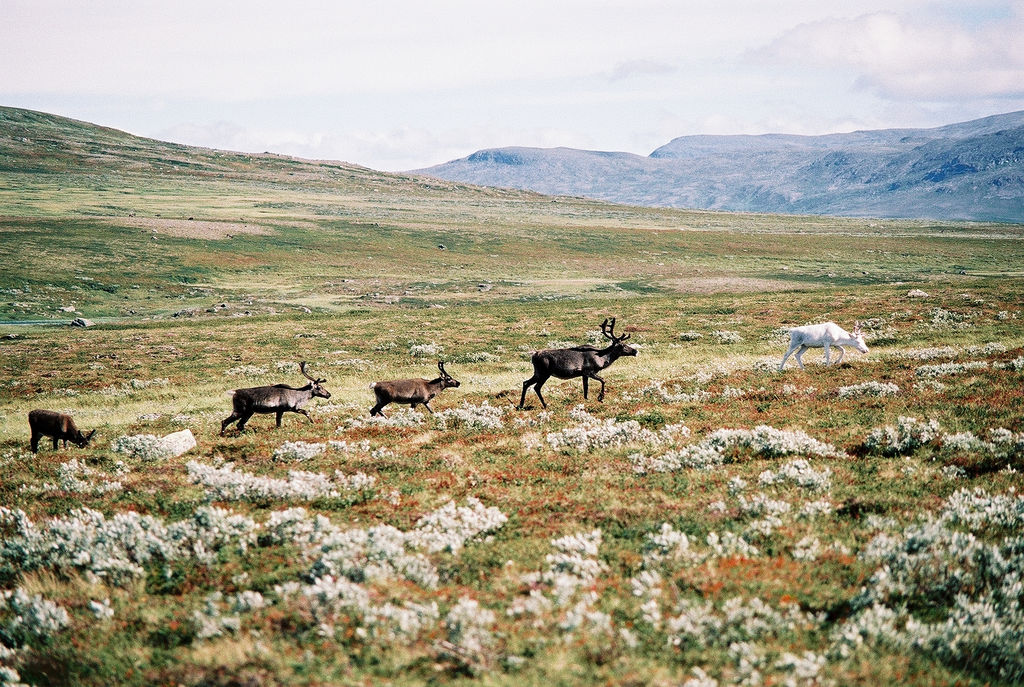
Renar i Jämtlands län

Lantbruket i Jämtlands län är det renaste i Sverige och man använder minst mängd av bekämpningsmedel och handelsgödsel. Länet har 58 000 hektar jordbruksmark som omfattar 1 procent av länets totala yta. Det finns runt 8 200 jordbruksföretag och 9 100 personer, omkring 7 procent av befolkningen är stadigvarande sysselsatt inom denna näring. En andel som är klart över riksgenomsnittet. Jordbruket i Jämtlands län domineras av mjölk- och köttproduktion, nötkreatur är vanligast men det finns även lamm och svin. Den här näringen har lång tradition i främst Härjedalen och södra Jämtland där fäboddrift länge haft en central roll och finns fortfarande kvar. Kunskaperna man besitter, mycket tack vare fäbodbruken har i allra högsta grad bidragit till att länet blivit framstående inom getosttillverkning. 30 procent av Sveriges getbestånd finns i Jämtland och det finns många gårdar, bland annat i Skärvången, Herrö och Oviken som tillverkar mejeriprodukter. Den ekonomiska föreningen Milko hade sitt huvudsäte i Östersund, den omfattade många mjölkbönder i länet och kom ur NNP, Nedre Norrlands Producentförening. Idag är man inkorporerade i ARLA. De jordbruksområden som är mest betydelsefulla är de runt Storsjön och längs de stora älvarna. Vall är den vanligaste grödan. Matpotatis och korn odlas också i stor omfattning. Jämtlands län har även ett levande fjällnära lantbruk.

### Rennäring
I Jämtlands län finns det 12 samebyar (inklusive Idre sameby i norra Dalarna) med rätt att idka rennäring. Samtliga finns i länets västra delar mot gränsen till Norge. Jämtlands län har 80 företag som sysslar med renskötsel och det finns över 45 000 renar i länet. Cirka 200–300 personer är sysselsatta inom denna näring. Rennäringen finansieras till viss del av statliga anslag.

### Handel

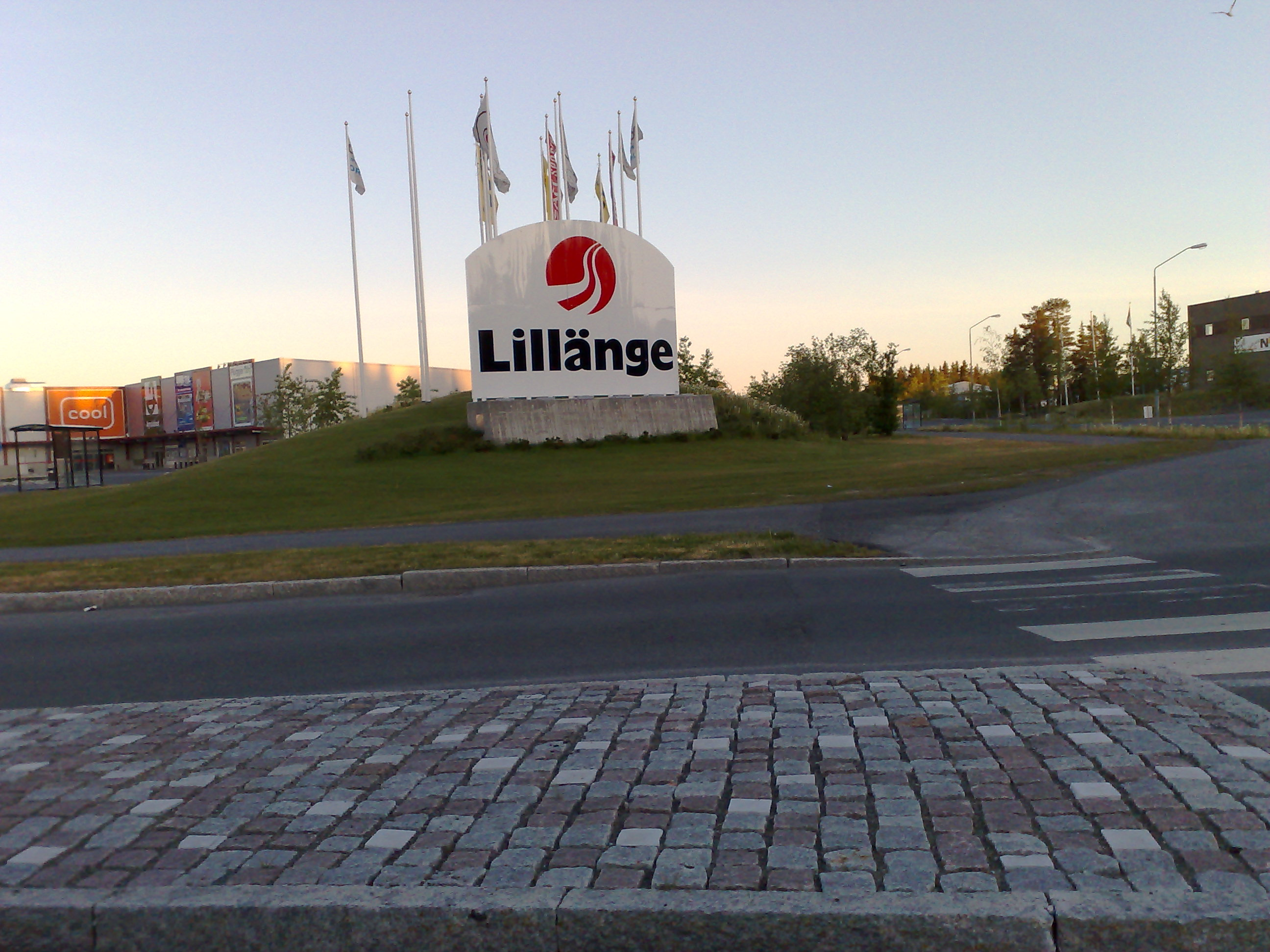
Köpcentrumet Lillänge i Östersund

Handeln har historiskt varit en vital del för Jämtland och Härjedalen. Redan under forntiden gick det en handelsled mellan Östersjön och Atlanten genom Storsjöbygden. I slutet av 300-talet restes Mjälleborgen, en fornborg på Frösön för skydda och kontrollera järnproduktionen. Innan järnvägen och lanthandeln var det forbönderna som skötte handel och transporter mellan landskapen och Tröndelag. Transithandel var mycket vanligt. Man sålde järn, spannmål, linne, humle, smör, talg och fågel på marknaden i Levanger, Marsimartnan. Därifrån köpte man med sig hästar, fisk, drycker, salt och kryddor med sig hem. Sedan reste man söderut i Sverige för att sälja det man köpt. Årligen strömmade folk till den stora Jamtamotsmarknaden senare omdöpt till Gregoriemarknaden på Frösön. Vissa bönder kunde tjäna stora summor pengar på detta och blev storhandlare. Detta ogillades starkt av svenska myndigheter som tyckte att handeln skulle förbehållas städerna. Särskilt i Sundsvall var borgarna mycket missnöjda med landsbygdshandeln och gränshandeln med Norge. För att begränsa detta grundades Östersund 1786.
Idag har Östersund utvecklats till ett starkt service- och handelscentrum för hela Jämtlands län. Gregoriemarknaden hålls numera i Östersund och detaljhandeln omsätter 30 procent mer än vad befolkningsunderlaget borde ge.

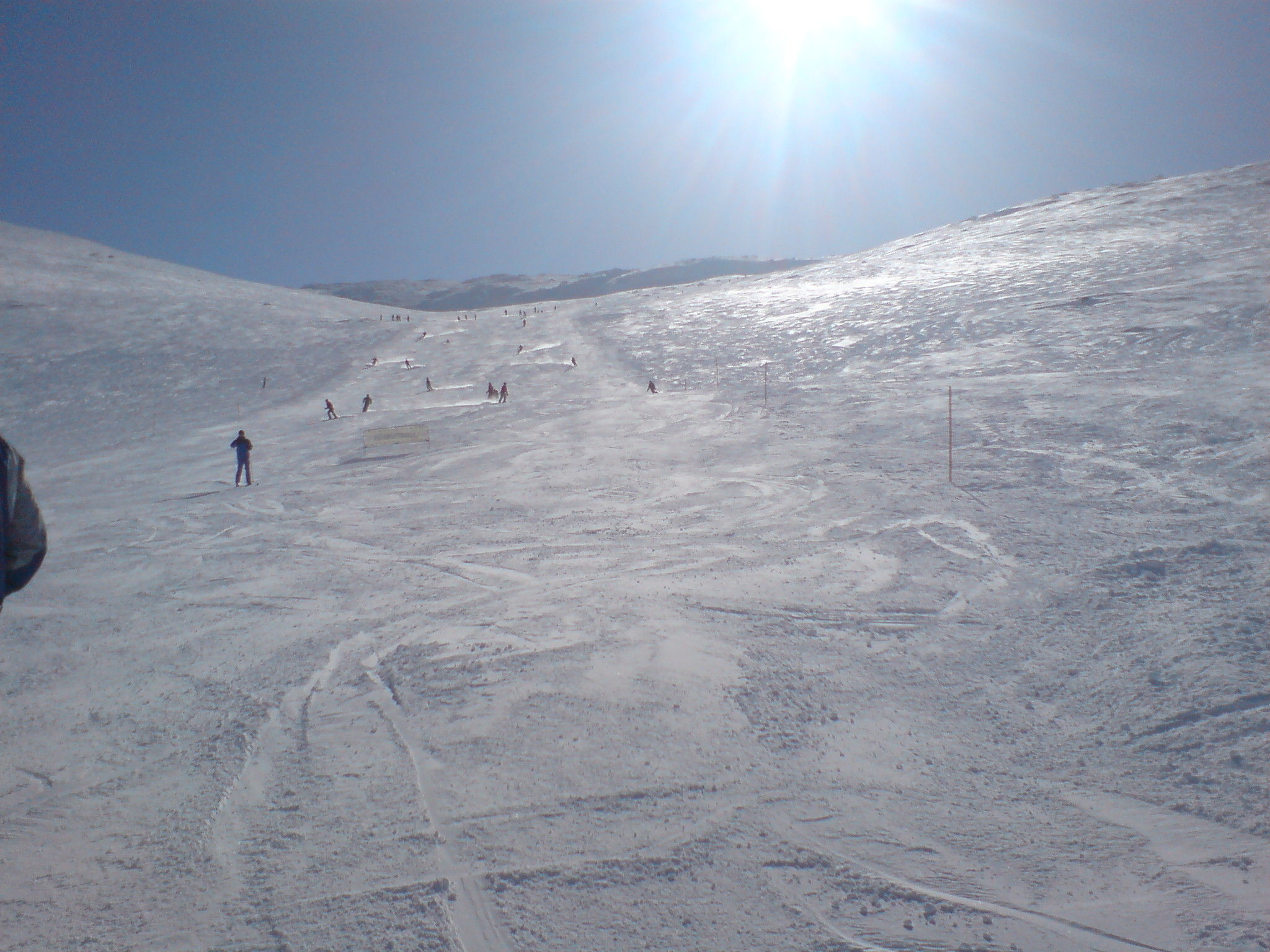
Utförsåkning i Åre

### Turism
Jämtlands län är ett av Sveriges största turistlän. I Jämtlands län finns en professur i turism, en turismlinje på Mittuniversitetet och turismforskningsinstitutet ETOUR. I länets sydvästra delar är turismnäringens betydelse för arbetsmarknaden den högsta i landet med över 30 % lokalt. Besökande turister omsätter cirka 3,1 miljarder kronor per år. 3 500 årsysselsatta tar hand om turisterna som förlägger nästan åtta miljoner gästnätter i länet. Cirka 23 procent av gästnätterna står utländska turister för, där norrmän är i klar majoritet följt av tyskar, danskar, holländare och finnar.
Vinterturismen dominerar, med skidanläggningar såsom Åre-Duved, Funäsdalsfjällen, Edsåsdalen, Storlien, Vemdalen-Björnrike-Klövsjö-Storhogna, Lofsdalen har länet mycket att erbjuda. Svenska Liftanläggningars organisation, SLAO, har sitt säte i Östersund. Verksamma i länet såsom Skistar och Jamtli har blivit tilldelade det "Stora Turismpriset". Jämtland-Härjedalen hade år 2005 de största intäkterna på kommersiellt boende per capita när hela Sverige jämfördes. De totala boendeintäkterna på hotell, stugbyar, vandrarhem och campingplatser var då 363,5 miljoner kronor. Fördelat per invånare landade intäkterna på 2 853 kronor. I länet säljs 180 000 fiskekort årligen vilket är fler än i något annat län och fler än vad länet har invånare. Fisket omsätter drygt 400 miljoner kronor varje år och lockar 120 000 turister.
I länet arrangeras Sveriges största gatufestival, Storsjöyran, varje år i slutet av juli.
Till turistattraktionerna hör bland annat Tännforsen, Thailändska paviljongen, S/S Thomée, Hoverbergsgrottan, Mus-Olles museum, Frösö zoo, Härjedalens fjällmuseum, Döda fallet, Storsjöodjuret, Jamtli, Korallgrottan och Frösö kyrka.

### Statliga verk och myndigheter
Myndigheten för tillväxtpolitiska utvärderingar och analyser och Statens folkhälsoinstitut har sina huvudkontor i Jämtlands län. Myndigheterna Trafikanalys och Tillväxtverket har också kontor i Östersund. I Östersund finns också Försäkringskassans centrala kontrollavdelning som undersöker bidragsfusk. Sysselsättningen inom statliga verk och myndigheter är långt lägre i Jämtlands län jämfört med andra län.

## Infrastruktur

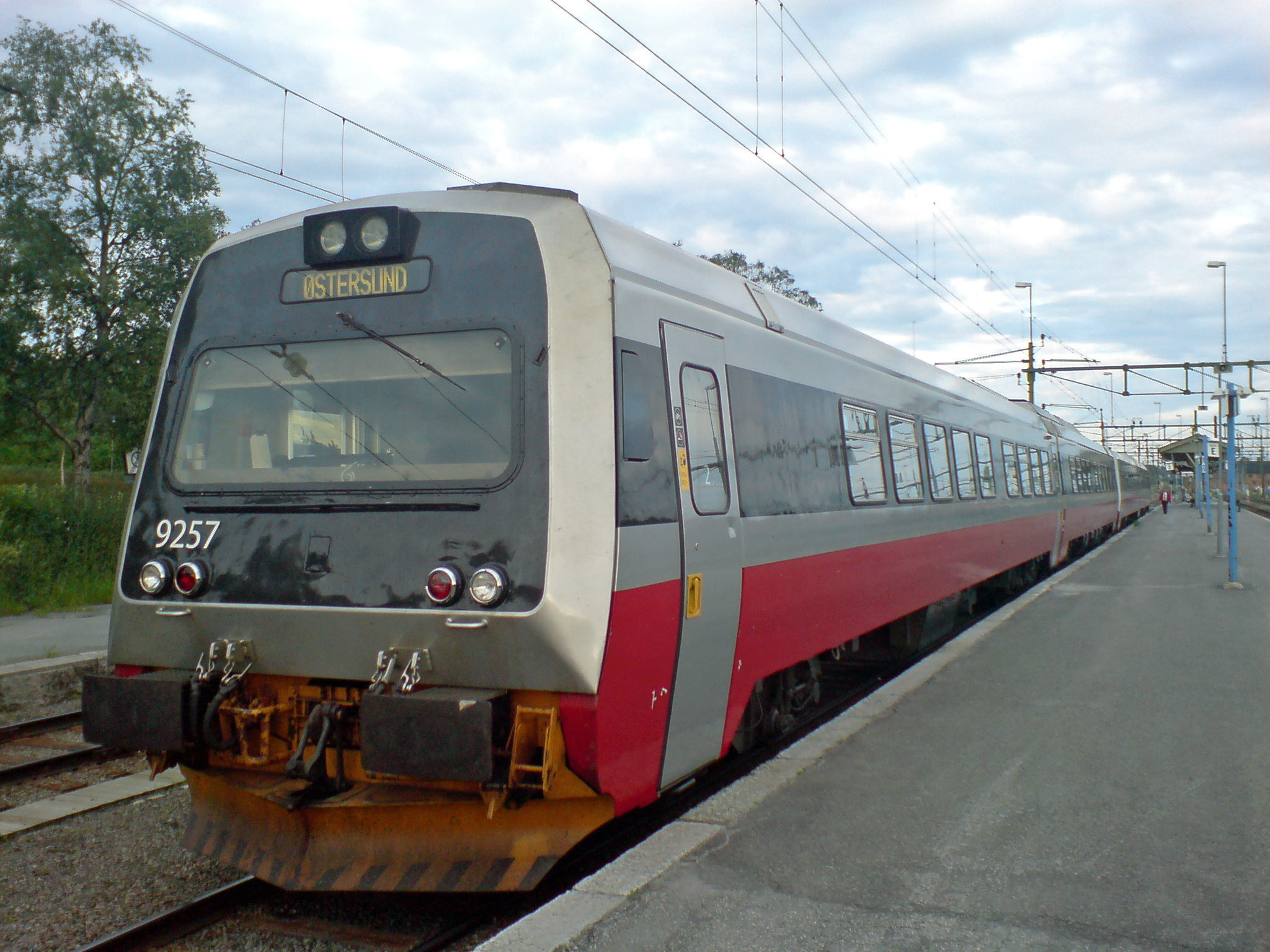
Mittnabotåget i Östersund

I Jämtlands län finns det två flygplatser med reguljär trafik, Åre Östersund flygplats belägen på Frösön och Svegs flygplats. E14 går genom länet i öst-västlig riktning, från Sundsvall till Trondheim och E45 (Inlandsvägen) går genom länet i nord-sydlig riktning, från Karesuando till Göteborg. 
Det finns två järnvägslinjer, Inlandsbanan och Mittbanan. På Mittbanan kör Norrtåg genom operatören Vy Tåg persontrafik Sundsvall–Bräcke–Östersund–Åre–Storlien. Från Storlien kör SJ Norge till Trondheim.  Det finns även dagtågförbindelser mellan Duved–Åre–Östersund och Stockholm som trafikeras av SJ samt nattåg mellan Storlien/Duved och Stockholm, Göteborg och Malmö som körs dels av SJ, dels av Snälltåget. För busstrafiken inom länet ansvarar Länstrafiken i Jämtlands län.